# Trésor Makunda
Trésor Gautier Makunda, né le 15 septembre 1983 à Kinshasa (République Démocratique du Congo), est un sprinter handisport (catégorie T11) franco-congolais.

## Biographie[2]
À 3 ans, on lui diagnostique une cataracte, malgré les soins apportés ses yeux s’infectent. En 1989, sa mère décide de le faire soigner en France, malheureusement les médecins ne parviennent pas à arrêter sa rétinopathie qui s’était déclarée à la suite de l’infection.
Trésor perd sa mère à l’âge de 12 ans, c’est à ce moment-là qu’il commence la pratique du sport. Il intègre par la suite une structure qui concilie entraînements sportifs et études.
Élève à l'I.N.J.A de Paris entre 2001 et 2004, il y pratique l'athlétisme dans le cadre du sport scolaire, notamment avec Rémi Roussel, professeur d'E.P.S. Trésor est inscrit aussi dans un club en partenariat avec cet institut.
A l’âge de 18 ans, il est donc dans la dynamique de l’athlétisme handisport avec son entraîneur Jean-Philippe Valery. Il y rencontre alors Aladji Ba, athlète handisport qui influencera la suite de son parcours. Il gagne par la suite plusieurs titres de champion de France.
À 19 ans Trésor Makunda est sélectionné en équipe de France pour les Championnats du monde 2002 à Lille, mais il n’obtient pas sa naturalisation à temps et il ne peut pas participer à la compétition.
Une fois sa naturalisation obtenue il est sélectionné pour les Jeux paralympiques de 2004 d’Athènes où il remporte une médaille d’argent sur 100 mètres pour sa première compétition internationale.
Sa carrière est marquée par un grand nombre de médailles, il est notamment Champion d’Europe sur 100m en 2005 puis sur 200 mètres en 2009 et Champion de monde sur 100 mètres en 2006. Il comptabilise quatre médailles paralympiques (une médaille d’argent et trois médailles de bronze) lors de ses quatre participations : en plus de l'argent d'Athènes, il remporte deux médailles de bronze lors des Jeux paralympiques à Pékin sur le 100 mètres et le relais 4×100 m, avec Pasquale Gallo, Stéphane Bozzolo et Ronan Pallier, et le bronze des Jeux paralympiques à Londres sur 400 mètres.
Pour les Jeux Olympiques 2020 à Tokyo, Trésor Gauthier Makunda a décroché une médaille de bronze sur le 400 m T11
Makunda a eu comme guide : Edgar Onezou, Antoine Laneyrie au JO 2012 de Londres, et Lucas Mathona au JO 2020 de Tokyo,.

## Carrière extra-sportive
En parallèle à son activité de sportif, il intègre le dispositif Athlètes SNCF en octobre 2018 en tant qu’Ambassadeur Direction des Situations Sensibles à la Direction des Services.

## Palmarès
| Année | Compétition           | Lieu    | Place | Épreuve |
| ----- | --------------------- | ------- | ----- | ------- |
| 2004  | Jeux paralympiques    | Athènes | 2e    | 100 m   |
| 2005  | Championnats d'Europe | Espoo   | 1er   | 100 m   |
| 2005  | Championnats d'Europe | Espoo   | 2e    | 200 m   |
| 2006  | Championnats du monde | Assen   | 1er   | 100 m   |
| 2008  | Jeux paralympiques    | Pékin   | 3e    | 100 m   |
| 2008  | Jeux paralympiques    | Pékin   | 3e    | 4×100 m |
| 2009  | Championnats d'Europe |         | 2e    | 100 m   |
| 2009  | Championnats d'Europe | 1er     | 200 m |         |
| 2012  | Jeux paralympiques    | Londres | 3e    | 400 m   |
| 2013  | Championnats du monde | Lyon    | 3e    | 4×100 m |
| 2013  | Championnats d'Europe | Swansea | 2e    | 4×100 m |
| 2020  | Jeux paralympiques    | Tokyo   | 3e    | 400 m   |

## Records
Trésor Makunda détient le record d’Europe du 400m en salle en 53"44 aux côtés de son plus ancien guide Emeric Chattey.

## Distinctions
En novembre 2008, il est fait officier de l'Ordre national du Mérite.